# Microgaster gelechiae
Microgaster gelechiae är en stekelart som beskrevs av Riley 1869. Microgaster gelechiae ingår i släktet Microgaster och familjen bracksteklar. Utöver nominatformen finns också underarten M. g. trichotaphae.